# Saljut 6
La Saljut 6 (in russo:Салют-6, tradotto Salve 6) è stata la sesta stazione spaziale del programma sovietico denominato programma Saljut. Lanciata nel Settembre del 1977 la stazione è stata la prima della "seconda generazione" comprendendo notevoli innovazioni nel design e nelle strumentazioni rispetto alle versioni precedenti.
Queste includevano l'aggiunta di una seconda porta di aggancio, un nuovo motore primario e diversi strumenti scientifici.
La doppia porta di aggancio rendeva possibile l'attracco di navette automatiche per il rifornimento Progress mentre la stazione era abitata da un equipaggio consentendo così missioni di lunga durata.  Nelle versioni precedenti infatti la durata era limitata alla quantità di carburante e rifornimenti che poteva portare la Soyuz (circa tre settimane).
Tra il 1977 e il 1981 cinque equipaggi visitarono la stazione, comprendendo anche cosmonauti di altre nazioni facenti parte del programma Intercosmos.
In queste missioni furono condotti molti esperimenti di carattere scientifico, che includono astronomia, scienze della terra, osservazioni e studi sugli effetti prolungati dell'assenza di gravità sul corpo umano, oltre ad una serie di test ingegneristici e problemi tecnologici.

## Descrizione
La Saljut 6 è stata la prima stazione spaziale di "seconda generazione", essa includeva tutti gli elementi più efficaci delle precedenti stazioni.
Il sistema di navigazione, basato e migliorato dalla Saljut 4, era il Delta semi-automatico per il calcolo delle orbite e il Kaskad per il controllo di assetto. 
L'energia richiesta era fornita da tre pannelli fotovoltaici orientabili, in grado di produrre 4Kw per un'area complessiva di 51m².
L'innovazione più importante è stata l'aggiunta della seconda porta di aggancio, che permetteva per la prima volta l'aggancio a due navette contemporaneamente. Questa rivoluzione permise lo scambio degli equipaggi senza dover lasciare la stazione disabitata o l'arrivo di visitatori per periodo di tempi più brevi.
la seconda porta di aggancio permetteva l'attracco delle Progress, in grado di portare rifornimenti, carburante per la stazione e strumenti scientifici. Prima del rientro in atmosfera venivano riempite dei rifiuti.
La Saljut 6 era inoltre fornita di un portello laterale per che fungeva da airlock per l'esecuzione di EVA. Questo compartimento comprendeva due nuove tute spaziali semirigide di nuova concezione che permettevano una migliore flessibilità ed ergonomia.

## Riassunto missione
Venne lanciata il 22 giugno 1976 con un razzo Proton e rientrò nell'atmosfera il 29 luglio 1982 distruggendosi.
La stazione fu visitata in totale da 16 equipaggi di cosmonauti, 6 dei quali effettuarono missioni di lunga durata, con la più lunga che durò 185 giorni.